# دایان باخ
دایان باخ فیلمی به کارگردانی فرهاد پوراعظم و نویسندگی سیدحسن مهدوی‌فر، فرهاد پوراعظم ساختهٔ سال ۱۳۷۱ است.

## خلاصه داستان
نصرت که دچار رشد غیرعادی اندام شده است برای مداوا به تهران می‌آید. کیومرث شوهر خواهر او که راننده یک شرکت تبلیغاتی است برای درآمد بیشتر تصمیم می‌گیرد از وجود او برای کارهای تبلیغاتی استفاده کند و بعد از حضور نصرت در چند آگهی به درخواست همسرش این کار را متوقف می‌کند. اما او که مرد فرصت‌طلبی است این بار نصرت را به مدیر شرکت تبلیغاتی واگذار می‌کند تا در یک سیرک خارجی شرکت نماید. اما از او در تهران سود می‌برند و کیومرث به اتفاق همسرش مانع از این امر شده و سرانجام به این نتیجه می‌رسند که نصرت را روانه زادگاهش نمایند.

## بازیگران
- حسن رضایی
- آزیتا حاجیان
- عباس جهانبخش
- مرتضی ضرابی
- آتش تقی‌پور
- ایرج خدری
- پرویز کلیور
- ساغر بهادران
- گلچهره دانش
- رحمت یخچالیان
- سهراب شلیله
- سلیم رسولی
- شهره درودی
- بابک والی
- محمود مقدم
- کریم نشاط
- راما پورداد
- سالمی
- حسن محمدی
- سهیلا دلبری
- مجید میرزاییان
- احمد سرفراز
- حسین داداش‌پور
- اسماعیل رجاییان
- حجت صاحبی
- ملیکا شریفی‌نیا
- مهرداد شریفی‌نیا